# Sepsis lindneri
Sepsis lindneri är en tvåvingeart som beskrevs av Willi Hennig 1949. Sepsis lindneri ingår i släktet Sepsis och familjen svängflugor. Inga underarter finns listade i Catalogue of Life.